# Antoine Renard
Pour les articles homonymes, voir Renard (homonymie).
Antoine Renard, né le 15 février 1825 à Lille (Nord) et mort le 9 mai 1872 à Paris, est un ténor d'opéra français.
Il est notamment connu pour avoir composé en 1867 la musique du Temps des cerises, la célèbre chanson de Jean-Baptiste Clément.

## Biographie
Ouvrier fondeur, Antoine-Aimé Renard travaille à Reims chez Pierrard-Parpaite et chante le soir à l’auberge de la Plume-au-Vent. Il chante également le vaudeville au théâtre Sainte-Balsamie avec une troupe d’amateurs. Toujours fondeur-mouleur, il vit quelques années à Saint-Quentin, puis à Lille où il fait ses débuts sur la scène du Grand-Théâtre en renforçant les chœurs. Après avoir chanté dans les rues et les cours, et avoir été choriste à l’Opéra de Paris, il obtient un engagement comme ténor au théâtre de Nîmes en 1852, puis au Havre, à Strasbourg, Bordeaux, Lyon en 1855, et enfin Paris en 1856.
La même année, il revient à Reims chanter au Jardin-Besnard et à la cathédrale. Atteint d’un cancer de la face, son étoile décline rapidement et il se produit pour la dernière fois sur la scène du casino de Marseille en 1869. Après avoir été codirecteur du théâtre municipal de Grenoble en 1865, puis directeur du théâtre de Saint-Quentin, où il se ruine en 1866, il fonde en 1870 une agence lyrique et dramatique au pied de Montmartre, rue du Delta. Il meurt pauvrement et est inhumé à Saint-Ouen.